# Adam Zakrzewski
Adam Zakrzewski (1856 – Varsavia, 1º novembre 1921) è stato uno scienziato ed esperantista polacco.

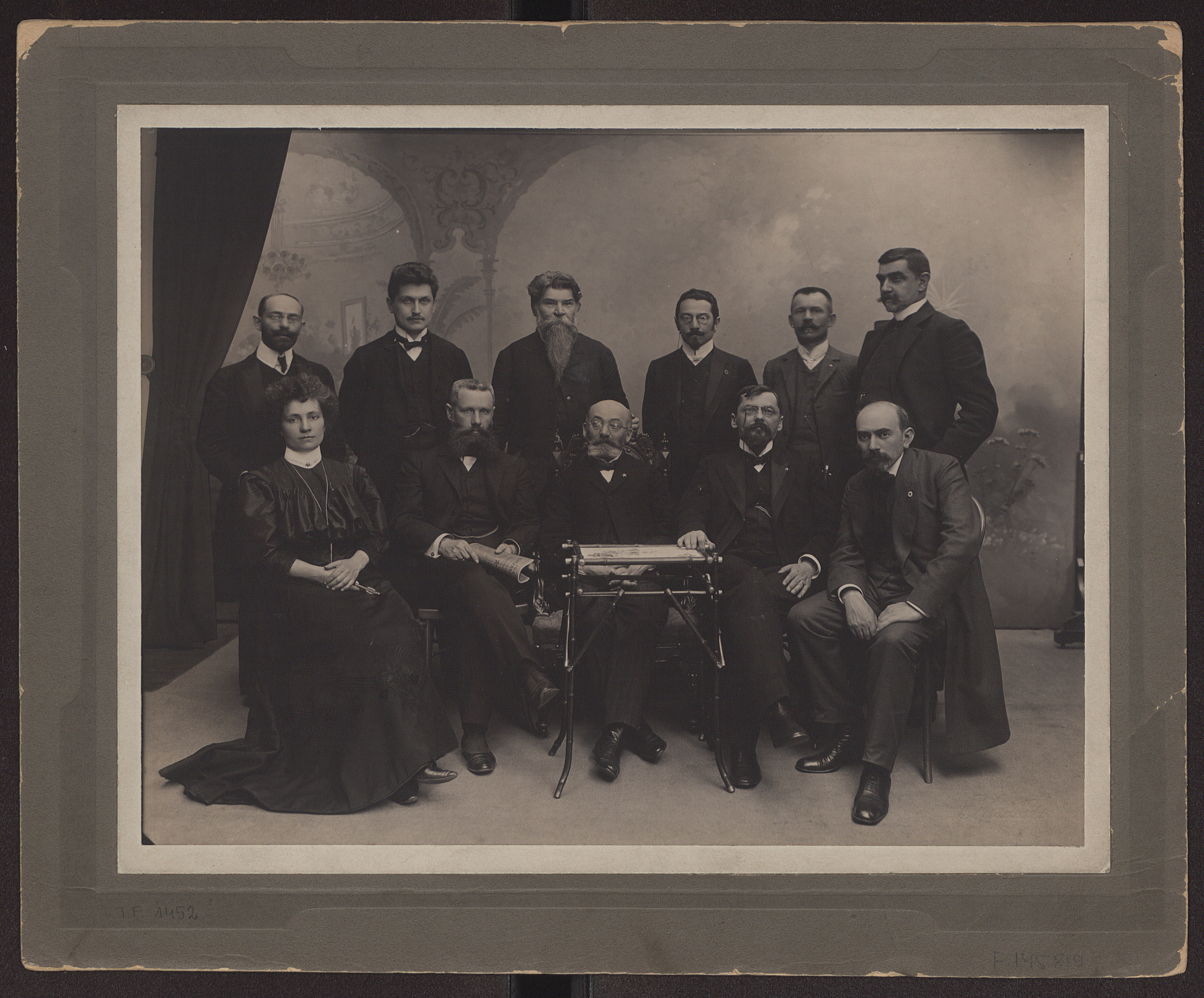
Con un gruppo di esperantisti: è il primo in alto a destra

Si laureò a San Pietroburgo presso la facoltà di fisica e matematica.
Iniziò in questo periodo ad interessarsi di lingue ausiliarie internazionali. In un primo momento si avvicinò al Volapük; già nel 1894, tuttavia, aveva iniziato ad occuparsi di esperanto. Zakrzewski studiò anche altri progetti linguistici e ne propose uno di sua ideazione, la Lingva International, nel 1896.
Tornato infine all'esperanto, prese parte al Congresso Universale di Esperanto del 1905 e da quel momento dedicò tutto il suo tempo contribuendo all'evoluzione della lingua e del movimento. Scrisse molti libri e collaborò alla stesura della "Grande Enciclopedia" polacca; aderì alla prima società esperantista di Varsavia e fondò la Società Esperantista Polacca.
Scrisse numerosi articoli sull'esperanto sui più importanti giornali polacchi e si oppose all'Ido, all'Antido e ad altri progetti di riforma dell'esperanto.
Complessivamente scrisse numerosi opuscoli, pubblicazioni, articoli e studi teorici sull'esperanto in polacco, francese ed esperanto.
Fu membro del Lingva Komitato, l'organismo che controllava l'evoluzione della lingua, antesignano dell'attuale Akademio de Esperanto.
Morì nel 1921 in un incidente stradale.

## Opere
- Historio de Esperanto. 1887-1912. (1913, 144 p.)
- Lingvo Internacia: Historio. Kritiko. Konkludoj., 1905
- Esperanto en sia unua jardudeko 1887-1908. (1909)

## Articoli
- Pri transskribo de propraj nomoj en Esperanto (1909)
- Pri nomoj de sciencoj (1912)
- Pri nomoj de landoj (1912)